# Licenciado Gustavo Díaz Ordaz, Campeche
Licenciado Gustavo Díaz Ordaz är en ort i Mexiko.   Den ligger i kommunen Carmen och delstaten Campeche, i den östra delen av landet, 900 km öster om huvudstaden Mexico City. Licenciado Gustavo Díaz Ordaz ligger 17 meter över havet och antalet invånare är 1 239.
Terrängen runt Licenciado Gustavo Díaz Ordaz är platt, och sluttar västerut. Runt Licenciado Gustavo Díaz Ordaz är det glesbefolkat, med 11 invånare per kvadratkilometer. Licenciado Gustavo Díaz Ordaz är det största samhället i trakten. Omgivningarna runt Licenciado Gustavo Díaz Ordaz är en mosaik av jordbruksmark och naturlig växtlighet.